# Luitgard
Luitgard (776 körül – Tours, 800. június 4.) volt Nagy Károly utolsó, ötödik, és egyben kedvenc felesége.
II. Luitfrid alemann gróf és Wormsgaui Hiltrude lánya volt. 794 körül ment feleségül a frank királyhoz, annak előző felesége, Fastrada halála után. Alcuin dicséri leveleiben, jámbor és hibátlan asszonynak tartja. Gyermekük nem született és 800. június 4-én Luitgard ismeretlen okokból meghalt a tours-i Szent Márton-kolostorban. Férje többé nem házasodott meg, de ágyasai voltak.